# Rachelle Kouyo
Rachelle Kouyo, née le 24 mai 1983, est une joueuse ivoirienne de handball. 

## Carrière
En sélection, elle fait partie de l'équipe de Côte d'Ivoire participant aux Jeux africains de 2007 à Alger.

## Clubs
- Le Havre AC Handball

## Palmarès
- Médaille de bronze aux Jeux africains de 2007

- Médaille d'argent au Championnat d'Afrique de handball féminin 2008